# Jacob Reichard

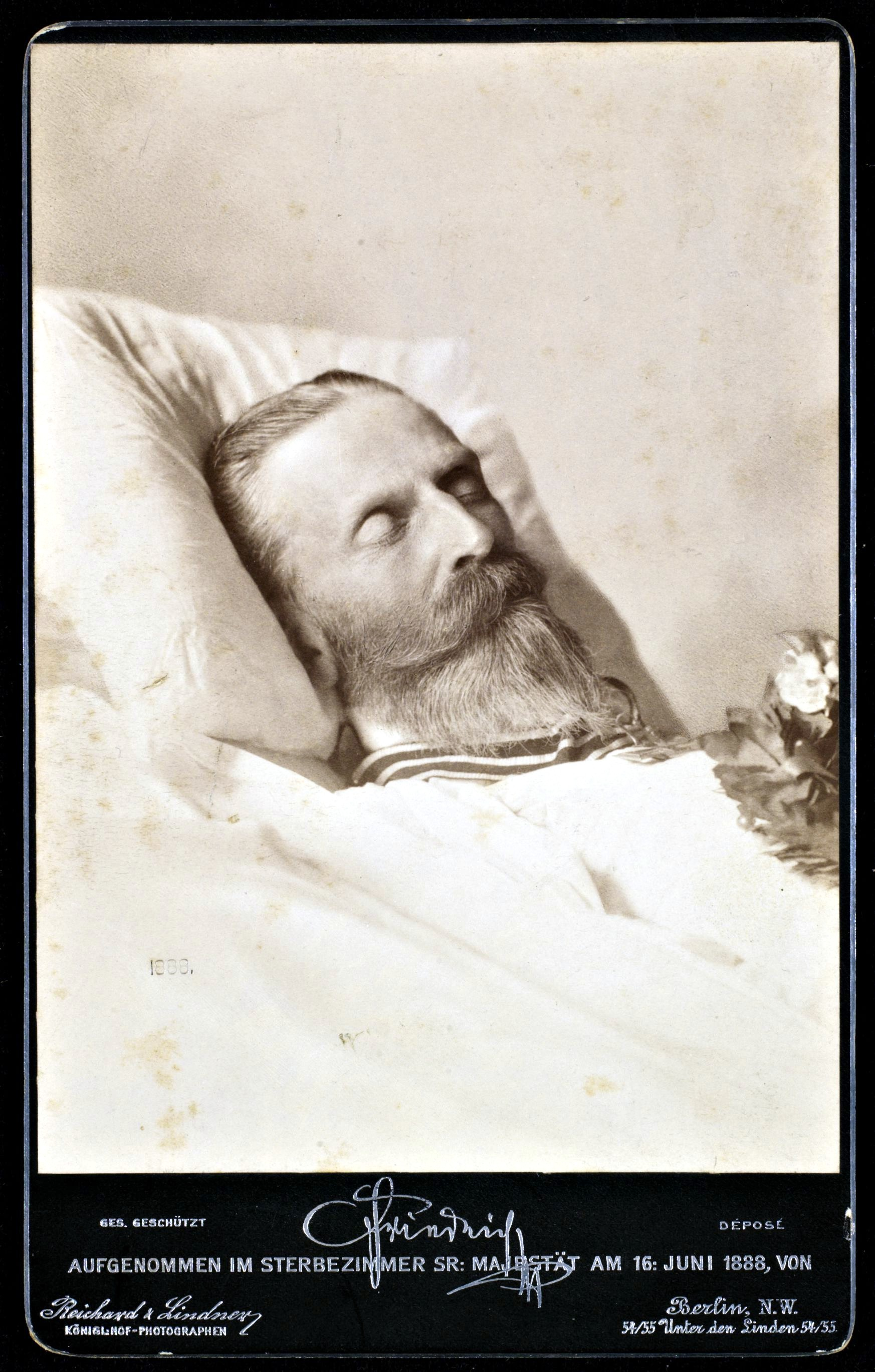
Kaiser Friedrich III. auf dem Totenbett, Fotografie von Jacob Reichard

Schwedenmühle in Anklam um 1871

Johann Jacob Reichard (* 20. Februar 1841 in Darmstadt; † 4. November 1913 in Charlottenburg) war ein deutscher Berufsfotograf und Unternehmer.

## Leben
Jacob Reichard betrieb ab ca. 1868 in Anklam ein Fotoatelier im Haus Peendamm 39 und experimentierte u. a. mit Architekturfotografie. Er war verheiratet mit Hermine Amalie Eugenie geb. von Below aus Stolp. Zu Beginn des Jahres 1872 zog er nach Berlin und gründete im Haus Markgrafenstraße 40 gemeinsam mit dem Kaufmann Karl Emil August Lindner (* 23. Mai 1837 in Berlin; † 17. Oktober 1910 in Berlin) ein weiteres Atelier. 1883 hatte dieses Unternehmen bereits ein Betriebskapital von 30.000 Mark und einen Jahresumsatz von 90.000 Mark, es beschäftigte zehn Arbeiter. Bis 1892 war Reichard zum Hofphotographen avanciert und das Atelier befand sich jetzt im Haus Unter den Linden 54/55. Im Jahre 1902 verkaufte Jacob Reichard sein Atelier für 25.000 Mark.
Reichard war Mitglied der Photographischen Gesellschaft Berlin und erhielt zahlreiche Auszeichnungen, so das Ritterkreuz des Franz-Joseph-Ordens, das Ritterkreuz des Königs von Sachsen, das Verdienstkreuz für Kunst und Wissenschaft oder den Verdienstorden Philipps des Großmütigen. Die Verbindung zum deutschen Kaiserhaus muss sehr vertrauensvoll gewesen sein. So stammt z. B. das einzige Foto Kaiser Friedrichs III. auf dem Totenbett von Jacob Reichard.

## Porträtfotos
- Hermann von Helmholtz (1870)
- Johann Strauß (1876)
- Kaiser Friedrich III. (ca. 1875/1888)
- Kaiser Wilhelm I. (1884)
- Adolph von Menzel (1885)
- Wilhelm I. im offenen Sarg (1888)
- Kaiser Wilhelm II. (1888)
- Fotograf Ottomar Anschütz (ca. 1890–1899)
- Maler Max Koner (ca. 1900)
- Friedrich Alfred Krupp (um 1900)
- Emil Goetze als Lohengrin
- Gustav Eberlein
- Albert Niemann